# Rajko Lekic
Radivoje Rajko Lekic (ur. 3 lipca 1981 w Kopenhadze) – duński piłkarz pochodzenia czarnogórskiego występujący na pozycji napastnika. Obecnie jest zawodnikiem Silkeborga.

## Kariera klubowa
Lekic karierę rozpoczynał w 1998 roku w klubie B1893. Potem grał w zespołach Avarta, Herfølge oraz Fremad Amager. W 2003 roku trafił do Silkeborga (1. division), a w 2004 roku awansował z nim do Superligaen. W tych rozgrywkach zadebiutował 24 lipca 2004 roku w zremisowanym 2:2 meczu z København, w którym strzelił także gola. W Silkeborgu Lekic spędził rok.
W sierpniu 2004 roku odszedł do hiszpańskiego Xerez CD. W Segunda División pierwszy pojedynek zaliczył 5 września 2004 roku przeciwko Salamance (1:1). Przez 2 lata w barwach Xerez Lekic rozegrał 38 spotkań i zdobył 6 bramek.
W 2006 roku powrócił do Danii, gdzie został graczem Odense. W 2007 roku został stamtąd wypożyczony do węgierskiego Zalaegerszegi. W Nemzeti Bajnokság I zadebiutował 2 kwietnia 2007 roku w wygranym 3:2 spotkaniu z Honvédem. W tamtym meczu zdobył także bramkę. W sezonie 2006/2007 zajął z zespołem 3. miejsce w lidze.
Latem 2007 roku Lekic przeszedł do Esbjerga. Debiut zanotował tam 18 lipca 2007 roku przeciwko Brøndby (1:0). W 2008 roku dotarł z klubem do finału Pucharu Danii, jednak Esbjerg uległ tam 2:3 drużynie Brøndby. W tym samym roku Lekica wypożyczono do Silkeborga, a w 2009 roku został wykupiony przez ten klub z Esbjerga.

## Kariera reprezentacyjna
W reprezentacji Danii Lekic zadebiutował 3 marca 2010 roku w przegranym 1:2 towarzyskim meczu z Austrią.